# Ablattaria
Ablattaria är ett släkte av skalbaggar som beskrevs av Edmund Reitter 1884. Ablattaria ingår i familjen asbaggar.
Släktet innehåller bara arten Ablattaria laevigata.